# Miles City (Montana)
Miles City ist eine Stadt im US-Bundesstaat Montana und County Seat (Verwaltungssitz) des Custer County.

## Geografie
Die Stadt liegt direkt am Yellowstone River.

## Geschichte
Das heutige Miles City entwickelte sich nennenswert in der zweiten Hälfte des 19. Jahrhunderts, als in dem Militärstützpunkt Tongue River Cantonment der Alkohol verboten wurde. In der Folge zogen die dort stationierten Soldaten in die Siedlung, um dort Alkohol zu konsumieren, was die Entwicklung der dortigen Gastronomie begünstigte. Der Ort wurde damals nach dem Befehlshaber des Stützpunkts Nelson Appleton Miles zunächst nur Miles oder Milestown genannt und 1877 zum Verwaltungssitz des Custer County bestimmt.
Durch die Hinzunahme weiteren Landes zur Besiedlung entstand neben dem dann sogenannten Old Miles ein weiterer, als New Miles bezeichneter Ort, der 1878 offiziell als Gemeinde registriert wurde. Später wurden die Gemeinden als Miles City zu einer einheitlichen Stadt zusammengefasst. Um 1880 hatte der Ort bei 550 Einwohnern 23 Gaststätten, aber noch keine Kirche. Bald siedelten sich jedoch auch andere Dienstleistungen wie etwa Einzelhändler, Sattlereien und Wäschereien an und im Umland ließen sich Schaf- und Rinderzüchter nieder.

Am 19. Juni 1938 beschädigte nach einem Starkregen eine Flutwelle die Eisenbahnbrücke über den Custer Creek, einen Zufluss des Yellowstone River. Sie stürzte ein, als der nächste Zug darüber fuhr. 47 Menschen starben. 

## Verkehr
Durch Miles City verläuft die Fernstraße Interstate 94 und bildet zum Teil dessen Hauptstraße. Im Südosten hat die Stadt einen direkten Anschluss an den U.S. Highway 12.
Die Stadt ist Eigentümerin des Frank Wiley Field Airport (ICAO-Code KMLS), der knapp vier Kilometer nordwestlich des Stadtzentrums liegt.

## Wirtschaft
Gegenwärtig ist die Landwirtschaft der bestimmende Wirtschaftszweig in Miles City.

## Söhne und Töchter der Stadt
- Stephen Berg (* 1951), katholischer Bischof
- Tom Hanel (* 1954 oder 1955), Kommunalpolitiker
- James von der Heydt (1919–2013), Jurist und Politiker
- Maurice R. Hilleman (1919–2005), Mediziner und Mikrobiologe
- George Lynch (1918–1997), Autorennfahrer
- Brett Nansel (* 1977), Basketballschiedsrichter
- Merle Greene Robertson (1913–2011), Altamerikanistin